# Aeroporto di Rimini
L'Aeroporto di Rimini (IATA: RMI, ICAO: LIPR), la parte civile conosciuta con il nome commerciale di Aeroporto Internazionale di Rimini e San Marino "Federico Fellini" e la parte militare conosciuta come Aeroporto di Rimini "Giannetto Vassura", è un aeroporto italiano situato a 8 km dal centro della città di Rimini, più precisamente nella frazione Miramare, la parte più meridionale del comune di Rimini.
La struttura è dotata di una pista lunga 3340 m e larga 45, la più lunga in Emilia-Romagna, e di una via di rullaggio parallela di 2440 x 22,50 m.
L'aeroporto nasce come aeroporto militare e per decenni fu base del 5º Stormo intitolato a Giuseppe Cenni. Per la parte civile era gestito da Aeradria (fallita nel 2013) alla quale è subentrata la società AiRiminum 2014. Offre collegamenti di linea sia annuali, che stagionali, oltre ad un notevole numero di voli charter.

## Storia
Il sito fu sede della Sezione Difesa Rimini-Riccione dal 19 luglio 1916 fino al 18 novembre 1918.
Inizia ad operare nel 1929 come impianto militare e aerostatico, intitolato al sergente Giannetto Vassura, medaglia al valor militare, caduto in combattimento aereo nel 1918. La parte di aeroporto aperta al traffico civile fu successivamente intitolata al regista riminese Federico Fellini, scomparso nel 1993.
Nel 1956 l'aeroporto venne riaperto con l’insediamento della 5ª Aerobrigata militare (poi 5º Stormo cacciabombardieri, intitolato a Giuseppe Cenni); base NATO ospitante la Allied Forces Italy statunitense, da fine anni cinquanta erano operativi circa duemila militari.
Nel 1958 l'aeroporto venne riaperto anche al traffico civile con un volo Rimini–Londra a cadenza quindicinale.
Negli anni sessanta si assistette a un ragguardevole sviluppo del traffico passeggeri proveniente dal nord Europa, grazie al boom turistico della Riviera romagnola, nonché alla presenza delle infrastrutture dello scalo dovute al suo uso militare (soprattutto alla pista di 3.300 m per gli aerei cargo militari ad alta capienza), in un periodo in cui l'Italia era scarsa di infrastrutture (Rimini fu raggiunta dall'autostrada A14 nel 1966).
Nel 1966 lo scalo di Rimini, con 392.594 passeggeri e 7.450 voli raggiunse il quarto posto tra gli aeroporti di Italia in base al movimento passeggeri.
Tra gli anni ‘60/’70, con una solenne cerimonia, il piazzale antistante la palazzina Comando dello Stormo fu intitolato a Giuseppe Cenni, asso dell’Aeronautica e Medaglia d’Oro al Valor Militare, a cui era intitolato lo stesso 5º Stormo.
Nel 1977 si ebbe un notevole calo del traffico con solo 1.800 aerei durante l’anno. I tour operator stranieri scelgono altre mete: è la Spagna la maggior concorrente della riviera.
Nel 1993, due anni dopo l'ultima massiccia apparizione del fenomeno delle mucillagini sulla costa, sbarcano solo 42.311 passeggeri.
A partire dalla fine degli anni ottanta si ebbe un progressivo ridimensionamento dell'impegno militare sullo scalo di Rimini. Nel 1991 vengono smantellate le postazioni di lancio e i bunker che custodivano una trentina di bombe nucleari B61, nel 1995 la Allied Force statunitense abbandona lo scalo romagnolo che rimane solo dell’Aeronautica Militare Italiana, la quale trasferisce il 5º Stormo cacciabombardieri all'aeroporto di Cervia-Pisignano per dislocare a Rimini l'83º Centro C/SAR - elicotteristi.
Negli anni novanta l'Aeradria strinse accordi con la vicina Repubblica di San Marino (l'aeroporto dista pochi chilometri dal confine sammarinese). La Repubblica di San Marino ne acquista il 3% della quota societaria e lo scalo romagnolo venne ridenominato "Aeroporto Internazionale di Rimini - San Marino". Nel 2014 era prevista la realizzazione di un'ala sammarinese che si doveva concentrare su aviazione privata e business con voli charter.
Nell'anno 2000 il traffico si attestò a 251.139 passeggeri. Per tutti gli anni 2000, grazie al crescente traffico dall'Est europeo ed in seguito ad una politica commerciale molto aggressiva, si assistette ad una fase di continuo incremento, conclusasi nel 2011 con il raggiungimento del record assoluto dello scalo romagnolo: 11.856 voli per 920.641 passeggeri.
Nel 2010 fu trasferito alla base di Cervia anche l'83° SAR e allo scalo di Rimini rimangono gli elicotteristi del 7º Reggimento Aviazione dell'Esercito "VEGA". insediatosi in loco nel 1º settembre 1998, e del Servizio Aereo della Guardia di Finanza. L'Aeronautica Militare continua a gestire i servizi di controllo del traffico aereo nella torre di controllo e i servizi meteorologici, poi passati in consegna all'ENAV il 10 novembre 2016.
Ad ottobre 2014, in seguito il fallimento dell'Aeradria avvenuto l'anno precedente, l'Enac e il prefetto di Rimini comunicarono la chiusura ai voli commerciali dello scalo romagnolo. L'ultimo volo in partenza dallo scalo di Rimini fu il AH2721 della Air Algérie, partito con destinazione Algeri il 30 ottobre 2014. I voli ripresero il 1º aprile 2015 dopo il subentro di AIRiminum 2014 come nuovo gestore, con un volo charter Transaero Airlines proveniente da Mosca.

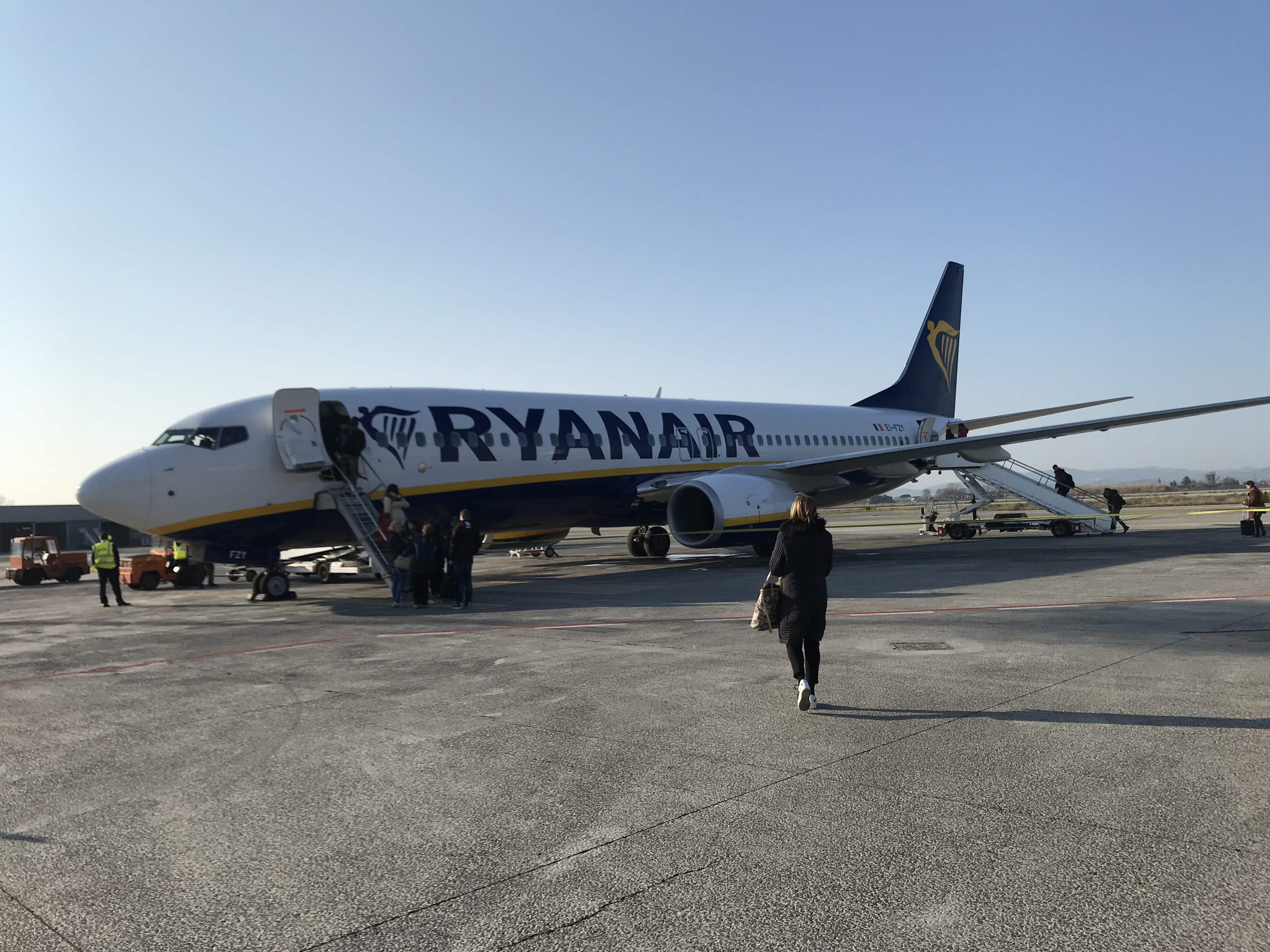
Il volo FR6040 in partenza per Varsavia, che ha segnato il ritorno di Ryanair al Fellini.

Nella primavera 2018 ripresero i collegamenti Ryanair, che si affiancheranno ai voli Luxair e Wizzair. Nell'estate 2023 ritorna il vettore Albawings e nel 2025 si aggiungono Easyjet, British Airways e Vueling.

## Traffico

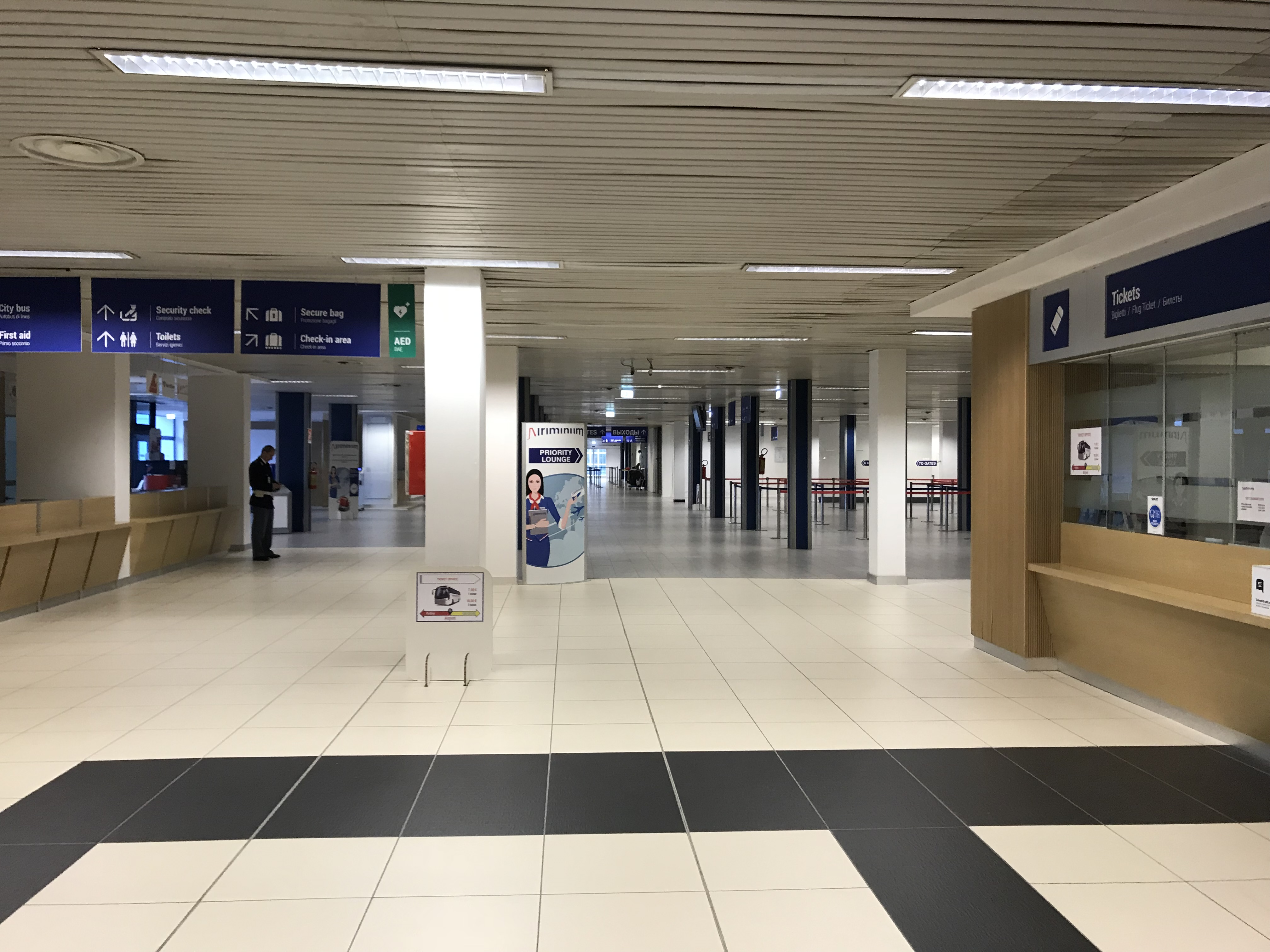
L'interno del terminal.

Si tratta del secondo aeroporto della regione, per numero annuo di passeggeri, dopo quello di Bologna, tra i primi in Italia per il quasi totale traffico russo. Nei primi nove mesi del 2011 incrementò, rispetto allo stesso periodo del 2010, di oltre 60% il numero di passeggeri a causa dell'apertura di Rimini come base della compagnia siciliana Wind Jet (poi fallita) e a seguito della chiusura su Forlì. Successivamente la compagnia è stata sostituita dalla Livingston che operava voli su Mosca Domodedovo.
Nel 2011 vi transitarono 920.549 passeggeri, nel 2012 795.872, nel 2013 558.335 e nel 2014 473.103.
Dal 1º aprile 2015, i voli sono ripresi dopo 5 mesi di stop. Nel 2015 (primo anno della gestione AIRiminum) sono transitati 158.688 passeggeri, nel 2016 239.709 con un aumento del 51,05% e nel 2017 305.576 unità, con un aumento del 26.60% rispetto all’anno precedente.

## Dati di traffico
Questo grafico non è disponibile a causa di un problema tecnico.
Si prega di non rimuoverlo.
Vedi la query Wikidata di origine.
| Anno | Passeggeri | Percentuale | Cargo (t) | Percentuale |
| ---- | ---------- | ----------- | --------- | ----------- |
| 2000 | 251.139    | 1,90%       | 4.966     | 13,40%      |
| 2001 | 224.230    | 10,70%      | 5.808     | 17%         |
| 2002 | 209.598    | 6,50%       | 5.322     | 8,40%       |
| 2003 | 224.384    | 7,10%       | 3.581     | 32,70%      |
| 2004 | 354.848    | 58,10%      | 3.376     | 5,70%       |
| 2005 | 283.492    | 20,10%      | 2.625     | 22,20%      |
| 2006 | 324.454    | 14,40%      | 2.201     | 16,20%      |
| 2007 | 498.473    | 53,60%      | 1.596     | 27,50%      |
| 2008 | 434.487    | 12,80%      | 1.884     | 18%         |
| 2009 | 382.932    | 11,90%      | 611       | 65,80%      |
| 2010 | 552,922    | 44,40%      | 400       | 36,4%       |
| 2011 | 920.641    | 66,50%      | 786       | 96,50%      |
| 2012 | 795.872    | 13,60%      | 745       | 5,20%       |
| 2013 | 562.830    | 29,30%      | 843,6     | 13,20%      |
| 2014 | 473.103    | 15,90%      | 400,5     | 52,53%      |

| Anno | Passeggeri | Percentuale | Cargo (t) | Percentuale |
| ---- | ---------- | ----------- | --------- | ----------- |
| 2015 | 158.688    | 66,3%       | 6         | 98,5%       |
| 2016 | 239.709    | 51,1%       | 4,3       | 28,33%      |
| 2017 | 305.576    | 27,5%       | 4         | 6,98%       |
| 2018 | 308.000    | 0,8%        | 34,2      | 756,2%      |
| 2019 | 395.194    | 28,3%       | 4,4       | 87%         |
| 2020 | 50.159     | 87,3%       | 154,7     | 3.385,3%    |
| 2021 | 66.727     | 33%         | 0         | 100%        |
| 2022 | 214.851    | 222%        | 28,7      | n/a         |
| 2023 | 281.864    | 31,2%       | 0         | 100%        |
| 2024 | 321.552    | 14,1%       | 0         | 0%          |

## Come arrivare
L'aeroporto di Rimini-Miramare si può raggiungere nei seguenti modi:

### Auto
- Da Bologna e Ancona: autostrada A14, uscita Rimini sud o Riccione.
- Da Ravenna: attraverso la strada statale 16 Adriatica.
- Da Perugia: con la strada europea E45.
- Da San Marino: con la strada statale 72 di San Marino.

### Treno
Le stazioni ferroviarie più vicine sono la stazione di Rimini, la fermata di Miramare e quella di Riccione.

### Autobus
L'aeroporto è collegato alla città di Rimini con la linea autobus numero 9 e ramo 9B sulla tratta Santarcangelo di Romagna/San Vito-Rimini Ospedale-Aeroporto esercitata da START Romagna e con frequenza abbastanza regolare: 15 min nei giorni feriali e 30 nei festivi (invernale), 20 min nei giorni feriali e 30 nei festivi durante le giornate estive. Relativamente vicino all'aeroporto passa la linea 124 (Morciano-Riccione-Rimini e VV) con frequenza di 30 minuti nei giorni feriali invernali e ogni 60 minuti nei giorni estivi; durante tutto l'anno invece la frequenza festiva è di 4 ore. Solo nel periodo invernale invece è servito dalla linea 171 (Monte Colombo-Coriano-Riccione-Rimini e VV) negli orari scolastici, così come per la linea 174 (Montegridolfo-Morciano-Riccione-Rimini). È altresì servito dal 20B (Casalecchio-Rimini) con frequenza irregolare ma continua nei giorni feriali sia invernali che estivi.
Dal 23 novembre 2019, lo scalo riminese è servito dalla Linea Metromare, un servizio di trasporto filoviario rapido che lo collega con Rimini e Riccione con una frequenza di 20 minuti, tramite la fermata Miramare Airport